# Parmotrema olivarium
Parmotrema olivarium är en lavart som först beskrevs av Erik Acharius, och fick sitt nu gällande namn av Hale. Parmotrema olivarium ingår i släktet Parmotrema och familjen Parmeliaceae.   Inga underarter finns listade i Catalogue of Life.